# Бецој (Белуно)
Бецој (итал. Bezzoi) је насеље у Италији у округу Белуно, региону Венето.
Према процени из 2011. у насељу је живело 13 становника. Насеље се налази на надморској висини од 909 м.